# SportScheck
SportScheck ist ein in München ansässiges Handelsunternehmen für Sportartikel, das seit 2024 zu Cisalfa Sport SpA gehört.

## Geschichte
Im Jahr 1946 schneiderte Otto Scheck in München aus alten Militärbeständen seine erste Kollektion für Winterkleidung und legte damit den Grundstein für das Unternehmen SportScheck. 1958 trat sein Sohn Klaus Scheck (1940–2016) in das Geschäft ein und übernahm 1965 die Geschäftsführung.
Das Unternehmen wurde von der Otto-Gruppe 1988 anteilig und 1991 vollständig übernommen.
Im Münchner Stammhaus in der Sendlinger Straße wurde in den 1970er-Jahren im Treppenhaus neben dem Lift eine der ersten Indoor-Kletterwände errichtet. Sie war aus Naturstein (Wettersteinkalk) gemauert und von Reinhold Messner geplant geworden. Mit dem Umzug 2016 in die Neuhauser Straße wurden das Stammhaus und die Wand aufgegeben.
Ende 2019 verkaufte Otto das defizitäre Unternehmen SportScheck an Signa Retail, die u. a. auch die Muttergesellschaft von Galeria Karstadt Kaufhof war. Der Verkauf wurde vom Bundeskartellamt geprüft und als unbedenklich für den Wettbewerb eingestuft.
Im Oktober 2023 kündigte die britische Frasers Group an, SportScheck im 1. Quartal 2024 übernehmen zu wollen. Das Vorhaben scheiterte jedoch infolge nicht umgesetzter Finanzierungszusagen durch die Signa Retail. Nachdem die Signa Holding am 29. November 2023 Insolvenz anmelden musste und finanziellen Verpflichtungen gegenüber SportScheck nicht mehr nachkommen konnte, meldete auch SportScheck am 30. November 2023 Insolvenz beim Amtsgericht München an.
Im März 2024 wurde gemeldet, dass fünf SportScheck-Geschäfte inklusive dem Münchner Stammhaus schließen werden. Ende März 2024 wurde bekannt, dass der italienische Sporthändler Cisalfa vom Insolvenzverwalter im Bieterverfahren den Zuschlag zum Erwerb von SportScheck erhalten hat. Das Bundeskartellamt stimmte der Übernahme zu. In dieser Phase gingen etwa 300 Arbeitsplätze verloren. Gleichzeitig eröffnete Sportscheck in Berlin ein neues Geschäft.
Seit dem 1. Juni 2024 wird SportScheck als separater Teil der Cisalfa-Tochter Sport Voswinkel geführt.

## Unternehmen
SportScheck ist im Versandhandel, Stationärgeschäft und E-Commerce in Deutschland, Österreich und der Schweiz (D-A-CH-Region) präsent. Das Sortiment umfasst mehr als 30.000 Artikel und 500 Marken. Deutschlandweit war SportScheck 2024 mit 26 Filialen vertreten.
Seit 1979 findet der SportScheck RUN statt. Die Veranstaltung wurde 2022 in elf Städten ausgetragen.

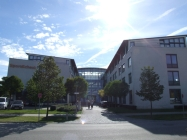
SportScheck-Zentrale Unterhaching
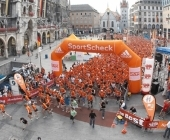
SportScheck-Stadtlauf München
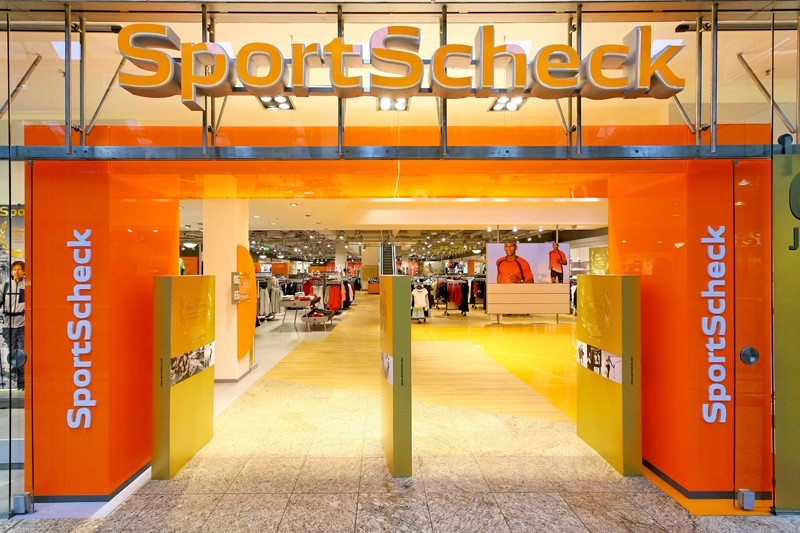
SportScheck-Filiale Magdeburg
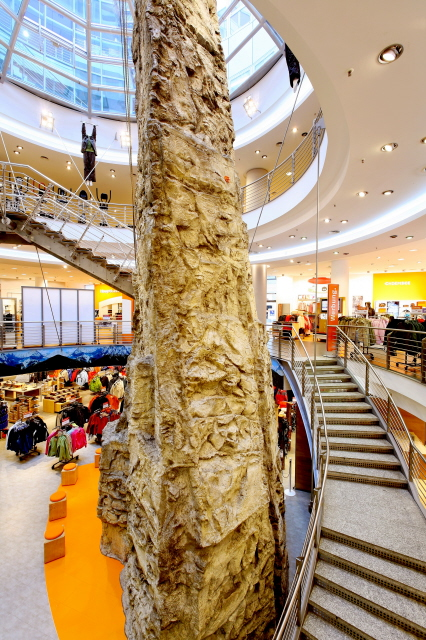
SportScheck-Filiale Leipzig